# Atlantische geep
De Atlantische geep (Strongylura marina) is een straalvinnige vis uit de familie van gepen (Belonidae), orde geepachtigen (Beloniformes), die voorkomt in de binnenwateren van Noord-Amerika, Zuid-Amerika, en in het het westen van de Atlantische Oceaan.

## Beschrijving
Strongylura marina kan maximaal 111 centimeter lang en 2340 gram zwaar worden. Het lichaam van de vis heeft een aalachtige vorm.
De rugvin heeft 14 tot 17 vinstralen en de aarsvin 16-20 vinstralen.

## Leefwijze
Strongylura marina komt zowel in zoet, brak als zout water voor en is gebonden aan subtropische wateren. De soort is voornamelijk te vinden in rivieren, kustwateren en zeeën. De diepteverspreiding is onbekend.
Het dieet van de vis bestaat hoofdzakelijk uit macrofauna en vis.

## Relatie tot de mens
Strongylura marina is voor de visserij van beperkt commercieel belang. Wel wordt er op de vis gejaagd in de hengelsport.
De soort staat niet op de Rode Lijst van de IUCN.